# Akito Fukuta
Akito Fukuta (福田 晃斗 Fukuta Akito?, Mie, 1 de mayo de 1992) es un futbolista japonés que juega como centrocampista en el FC Gifu de la J3 League.

## Trayectoria

### Clubes
| Club            | País  | Año       |
| --------------- | ----- | --------- |
| Sagan Tosu      | Japón | 2013-2019 |
| Shonan Bellmare | Japón | 2020      |
| Albirex Niigata | Japón | 2020-2021 |
| Sagan Tosu      | Japón | 2022-2025 |
| FC Gifu         | Japón | 2025-     |